# Jeg reiser alene
Jeg reiser alene (Engelse titel: I Travel Alone) is een Noorse film uit 2011.
De film werd geregisseerd door Stian Kristiansen op basis van de roman Charlotte Isabel Hansen van Tore Renberg, die ook het script schreef. Het is een vervolg op Mannen som elsket Yngve uit 2008 en werd zelf opgevolgd door Kompani Orheim uit 2012.

## Verhaal
Jarle is een 25-jarige student literatuurwetenschappen die erachter komt dat een onenightstand die hij als 17-jarige op een feestje had niet zonder gevolgen is gebleven. Hij blijkt een 7-jarig dochtertje te hebben, Charlotte Isabel Hansen, die bovendien een weekje bij haar vader komt logeren.

## Rolverdeling
| Acteur                   | Personage               | Opmerkingen |
| ------------------------ | ----------------------- | ----------- |
| Rolf Kristian Larsen     | Jarle Klepp             | hoofdrol    |
| Amina Eleonora Bergrem   | Charlotte Isabel Hansen |             |
| Pål Sverre Valheim Hagen | Hasse Ognatun           |             |
| Ingrid Bolsø Berdal      | Herdis Snartemo         |             |
| Trine Wiggen             | Sara Klepp              |             |
| Marte Opstad Aarseth     | Anette Hansen           |             |
| Marko Kanic              | Arild Bømlo             |             |
| Henriette Steenstrup     | Grete Strandebarm       |             |
| Gustaf Hammarsten        | Robert Göteborg         |             |